# La Garde attentive
La Garde attentive est un tableau réalisé par le peintre français Jean Siméon Chardin en 1747. Cette huile sur toile de format vertical représente une femme debout dans une cuisine en train de briser la coquille d'un œuf. La ménagère qu'elle figure préparant le repas pour un malade en cours de guérison, l'œuvre est intitulée Les Aliments de la convalescence lorsqu'elle est exposée au Salon de peinture et de sculpture, à Paris. Don de la Samuel H. Kress Foundation en 1952, elle est conservée à la National Gallery of Art, à Washington, aux États-Unis.

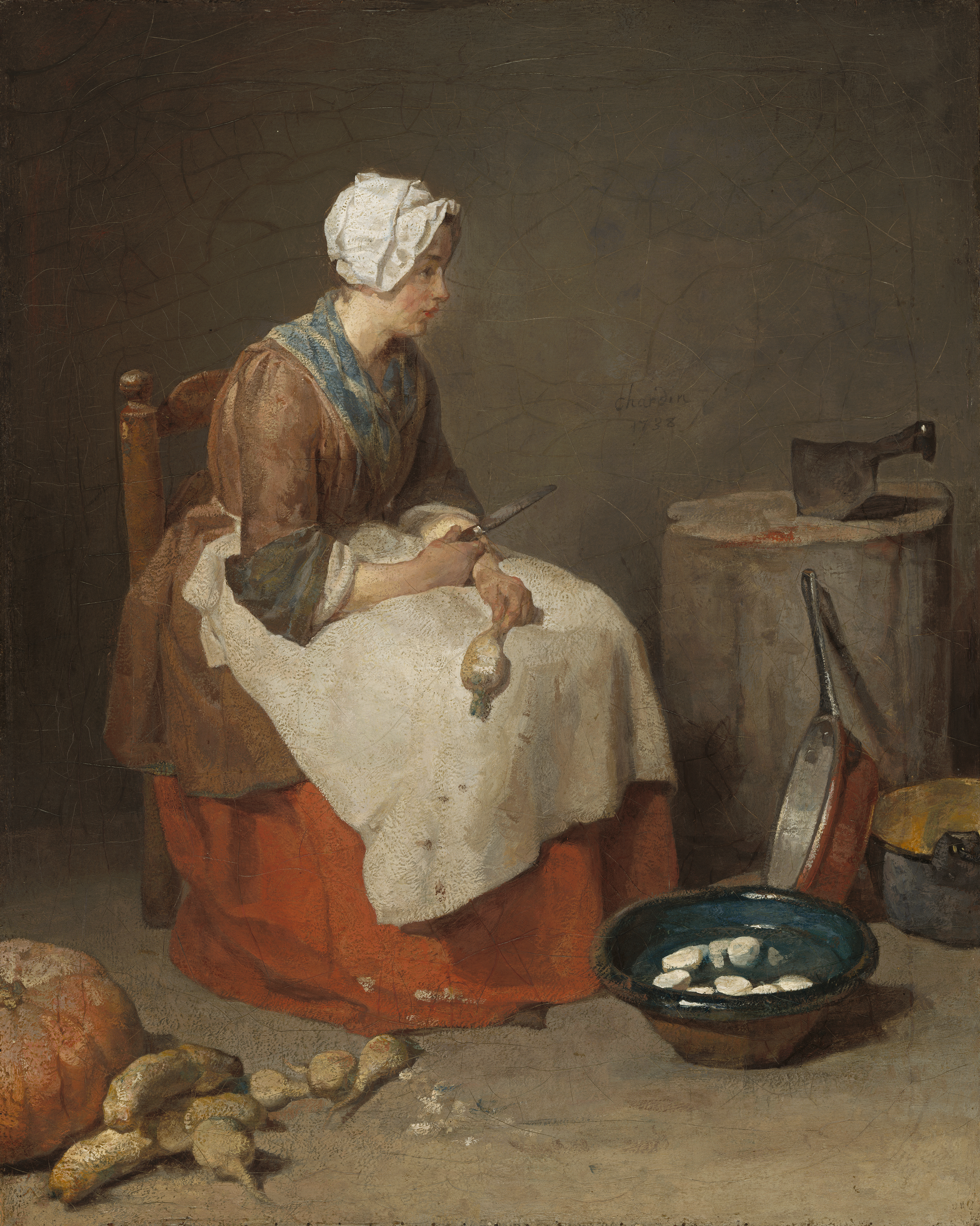
La Cuisinière, 1738 – National Gallery of Art, Washington